# Azariah Soromon
Azariah Soromon (1 de marzo de 1999) es un futbolista vanuatuense que juega como delantero en el Suva FC.

## Carrera
Debutó en 2015 con el Tupuji Imere. En 2018 pasó al Nalkutan para poder competir en la Liga de Campeones de la OFC.

### Clubes
| Club             | País          | Año             |
| ---------------- | ------------- | --------------- |
| Tupuji Imere     | Vanuatu       | 2015 - 2017     |
| Nalkutan         | Vanuatu       | 2018            |
| Southern United  | Nueva Zelanda | 2018 - 2019     |
| Malampa Revivors | Vanuatu       | 2019 - 2020     |
| Tupuji Imere     | Vanuatu       | 2020 - 2021     |
| Suva             | Fiyi          | 2021 - Presente |

### Selección nacional
Con la selección vanuatuense sub-20 disputó dos encuentros en la Copa Mundial de 2017. Ese mismo año debutó con el seleccionado mayor en un amistoso ante Estonia y formó parte del plantel que disputó los Mini Juegos del Pacífico 2017, convirtiendo seis goles en cinco partidos.